# 9M120反坦克導彈
9M120「衝鋒」（英語：9M120 Ataka，“Ataka”的意思是俄語中的衝鋒、攻擊；以下簡稱為「衝鋒」）是一款由前苏联設計局科洛姆納機械設計局所研製、V.A.捷格加廖夫工廠（英語：V. A. Degtyarev Plant）所生產的瞄准线半自动指令无线电制導式反坦克导弹系統，亦是9K114「風暴」（北約代號：AT-6「螺旋」）系列的次主要世代型號，9M120是俄罗斯国防部火箭炮兵装备总局（GRAU）的代號；而北約代號為AT-9「螺旋-2」（英語：AT-9 Spiral-2）。
與前世代的「風暴」一樣，「衝鋒」具有無線電指揮制導，而且也是乘波導引瞄准线半自动指令制導的導彈。這種導彈的主要衍生型號設計是用以擊破裝上了複合裝甲和爆炸反應裝甲的坦克。儘管是由不同公司研發的不同武器系統，但「衝鋒」系統經常與9K121「旋風」系統相互混淆。前者由科洛姆納機械設計局所設計，並且由V.A.捷格加廖夫工廠所廠生產。據斯德哥尔摩国际和平研究所所宣稱，俄罗斯向伊朗、哈萨克斯坦和斯洛文尼亚出口了「衝鋒」。

## 歷史及研發
「衝鋒」是由位於科洛姆纳的科洛姆納機械設計局所研發。該公司以前亦已經研製了多款反坦克导弹型號，比如9K11「婴儿」（北約代號：AT-3「薩格爾」）和9K114「風暴」（北約代號：AT-6「螺旋」）反坦克導彈。1980年代中期，該機械設計局開始其設計工作。「衝鋒」被設計成為於1970年代末推出的K114「風暴」的次世代、以及經進一步研發以後的後繼型號。「衝鋒」有著比起其前代型號「風暴」更強的電戰反制措施抵抗力，並具有更高度的命中精度和更遙遠的覆蓋範圍。全新研發的彈頭可以提高對爆炸反應裝甲的貫穿力和有效性。1985年，第一批「衝鋒」交付給蘇聯武裝部隊。
在西方國家中，「衝鋒」經常與卡莫夫直升機和蘇霍伊攻擊機（以及烏克蘭一些米-24／35「雌鹿」系列升級型）所使用的9K121「旋風」雙用途雷射乘波導引導彈系統相互混淆。這兩款系統從設計上已經完全毫不相關，而且正處於激烈的競爭當中。
1992年，「衝鋒」的出口價格與9K114「風暴」同為$50,000。

## 概述
「衝鋒」存放在一根玻璃纖維強化塑料管當中，而該管也起著其發射器的作用。據報「衝鋒」比9K114「風暴」還要相當快，亦有著比其原型版本更遠的射程。它仍然使用無線電指揮制導，但該系統也要比早期型9K114「風暴」所使用的得到了改進。該系統由多種攻击直升机（包括米-28「浩劫」和米-35「雌鹿-E」）所攜帶。它也適用於BMPT「終結者」（又稱：死亡联合收割机）坦克支援戰車和9P149「風暴-S」驅逐戰車等地面車輛。
「衝鋒」有三種與發射系統兼容的主要導彈型號。第一種是兩級反裝甲武器，具有用於擊破附加式裝甲的串聯式彈頭。「衝鋒」的第二種衍生型被命名為9M120F，為裝有燃料空氣炸彈的彈頭，用以對付步兵陣地和掩體。「衝鋒」的第三種衍生型則是9M220，它裝有一枚延伸連桿型近炸引信彈頭，為導彈提供對低速和慢速飛行的飛機的空對空能力。

## 型號
- 9M120「衝鋒」（AT-9「螺旋-2」）：瞄准线半自动指令式無線電指揮制導導彈。[3]
  - 9M120：這個型號裝有串聯式高爆反坦克彈頭，用以貫穿目前以及將來裝掛了爆炸反應裝甲的裝甲戰鬥車輛，尤其是坦克。
  - 9M120F：這個型號裝有溫壓彈頭，命中的同時在周圍空氣中散佈容易起火的氣體，對建築物、無裝甲目標和地堡產生更大的效果。
  - 9M120O：這個型號裝有延伸連桿（英语：Continuous-rod warhead）型彈頭用以反直升機。裝上的延伸連桿是近炸引信，並在與目標不到4公尺的距離引爆其破片式彈頭，用以擊破航空器。
  - 9M120M：現代化型號，延長射程至8,000公尺（8,748.91码，26,246.72英尺，4.79英里）。經改進的彈頭可擊破爆炸反應裝甲及貫穿950毫米（37.40英吋）的軋壓均質裝甲。
  - 9M120D：改進型號，延長射程至10,000公尺（10,936.13码，32,808.40英尺，4.79英里）。
- 9M120-1「衝鋒」：為Ataka-T GWS所使用的升級型「衝鋒」導彈。[8][9]
- 9M127-1「衝鋒-VM」：為直升機配用的新型空對地版本。[10]

## 一般規格
| 編號   | 描述             | 彈總長                 | 彈直徑              | 翼展                 | 發射重量             | 彈頭                                    | 裝甲貫穿力（RHA）                                    | 射程                             | 速度                                                                      |
| ------ | ---------------- | ---------------------- | ------------------- | -------------------- | -------------------- | --------------------------------------- | ---------------------------------------------------- | -------------------------------- | ------------------------------------------------------------------------- |
| 9M120  | 反坦克原始型號   | 1,830毫米（72.05英吋） | 130毫米（5.12英吋） | 360毫米（14.17英吋） | 49.5公斤（109.13磅） | 7.4公斤（16.31磅）串聯式高爆反坦克彈頭  | 爆炸反應裝甲及800毫米毫米（31.50英吋）的軋壓均質裝甲 | 400—6,000公尺（0.25—3.73英里）   | 最大：550米／秒（1,804.462英尺／秒） 平均：400米／秒（1,312.336英尺／秒） |
| 9M120F | 反人員型號       | 1,830毫米（72.05英吋） | 130毫米（5.12英吋） | 360毫米（14.17英吋） | 49.5公斤（109.13磅） | 具有9.5公斤（20.94磅）TNT當量的溫壓彈頭 | 不適用                                               | 1,000—5,800公尺（0.62—3.60英里） | 最大：550米／秒（1,804.462英尺／秒） 平均：400米／秒（1,312.336英尺／秒） |
| 9M220O | 面對空型號       | 1,830毫米（72.05英吋） | 130毫米（5.12英吋） | 360毫米（14.17英吋） | 49.5公斤（109.13磅） | 近炸引信                                | 不適用                                               | 400—7,000公尺（0.25—4.35英里）   | 最大：550米／秒（1,804.462英尺／秒） 平均：400米／秒（1,312.336英尺／秒） |
| 9M120M | 現代化反坦克型號 | 1,830毫米（72.05英吋） | 130毫米（5.12英吋） | 360毫米（14.17英吋） | 49.5公斤（109.13磅） | 7.4公斤（16.31磅）串聯式高爆反坦克彈頭  | 爆炸反應裝甲及950毫米（37.40英吋）的軋壓均質裝甲     | 800—8,000公尺（0.48—4.97英里）   | 最大：550米／秒（1,804.462英尺／秒） 平均：400米／秒（1,312.336英尺／秒） |

## 使用國

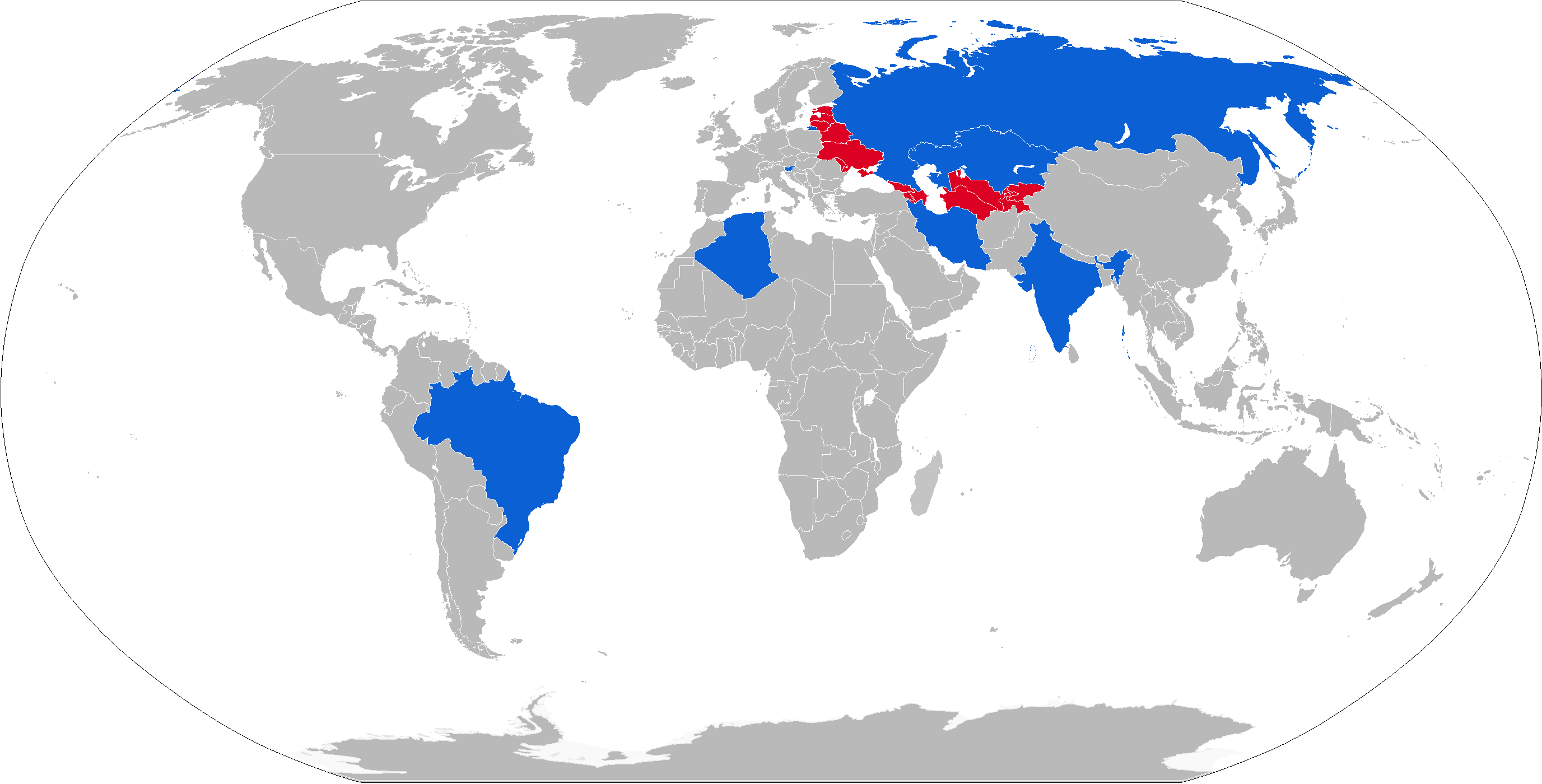
藍色為9M120「衝鋒」的使用國，而紅色則是前使用國。

### 現在的使用國
- 阿尔及利亚：
  - 阿爾及利亞空軍：架設在米-24MkⅢ「雌鹿」和米-28「浩劫」攻击直升机以上使用。[11][12]
  - 阿爾及利亞地面部隊（英语：People's National Army (Algeria)）：架設在BMPT「終結者」坦克支援戰車以上使用。
- 巴西：巴西空軍：架設在米-35P「雌鹿-E」攻击直升机以上使用。
- 亞美尼亞[13]
- 印度
- 印度尼西亞：印尼陸軍：架設在米-35P「雌鹿-E」攻击直升机以上使用。
- 伊朗：[6]伊朗空军：1999年，為米-17Sh「河馬-H」运输直升机訂購了500枚9K114「風暴」反坦克導彈。從2000年開始交付，到2003年結束，其中一部份反坦克導彈可能是「衝鋒」。
- ：[6]哈薩克斯坦共和國武裝部隊（英语：Armed Forces of the Republic of Kazakhstan）：2010年，為BMPT「終結者」坦克支援戰車訂購了120枚反坦克導彈。2011年時交付了40枚。
- 俄羅斯：俄羅斯聯邦軍隊：從武裝直升機到反坦克導彈發射車輛的各種載具範疇以上廣泛操作使用。
- 斯洛伐克：[6]斯洛文尼亞武裝部隊（英语：Slovenian Armed Forces）：2009年訂購了6具發射器，並於次年裝在“特里格拉夫”（Triglav）巡邏艇以上。
- 委內瑞拉：委內瑞拉陸軍：架設在米-35M2「雌鹿-E」攻击直升机以上使用。

### 可能的使用國
- [14]

### 過去的使用國
- 苏联：由繼承國所傳承。

## 圖集

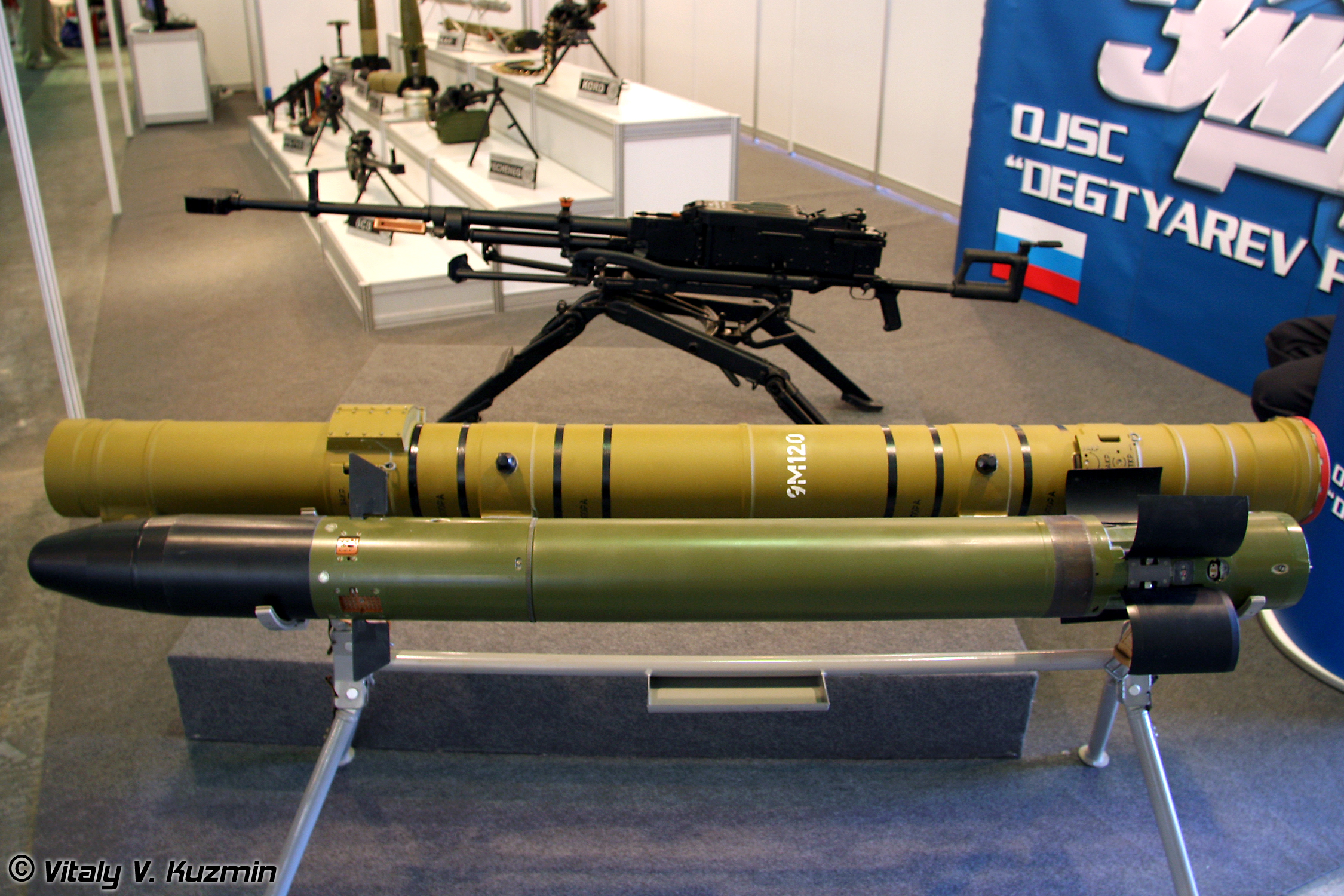
2010年工程技術展（Engineering Technologies 2010）上展出的9M120「衝鋒」反坦克導彈
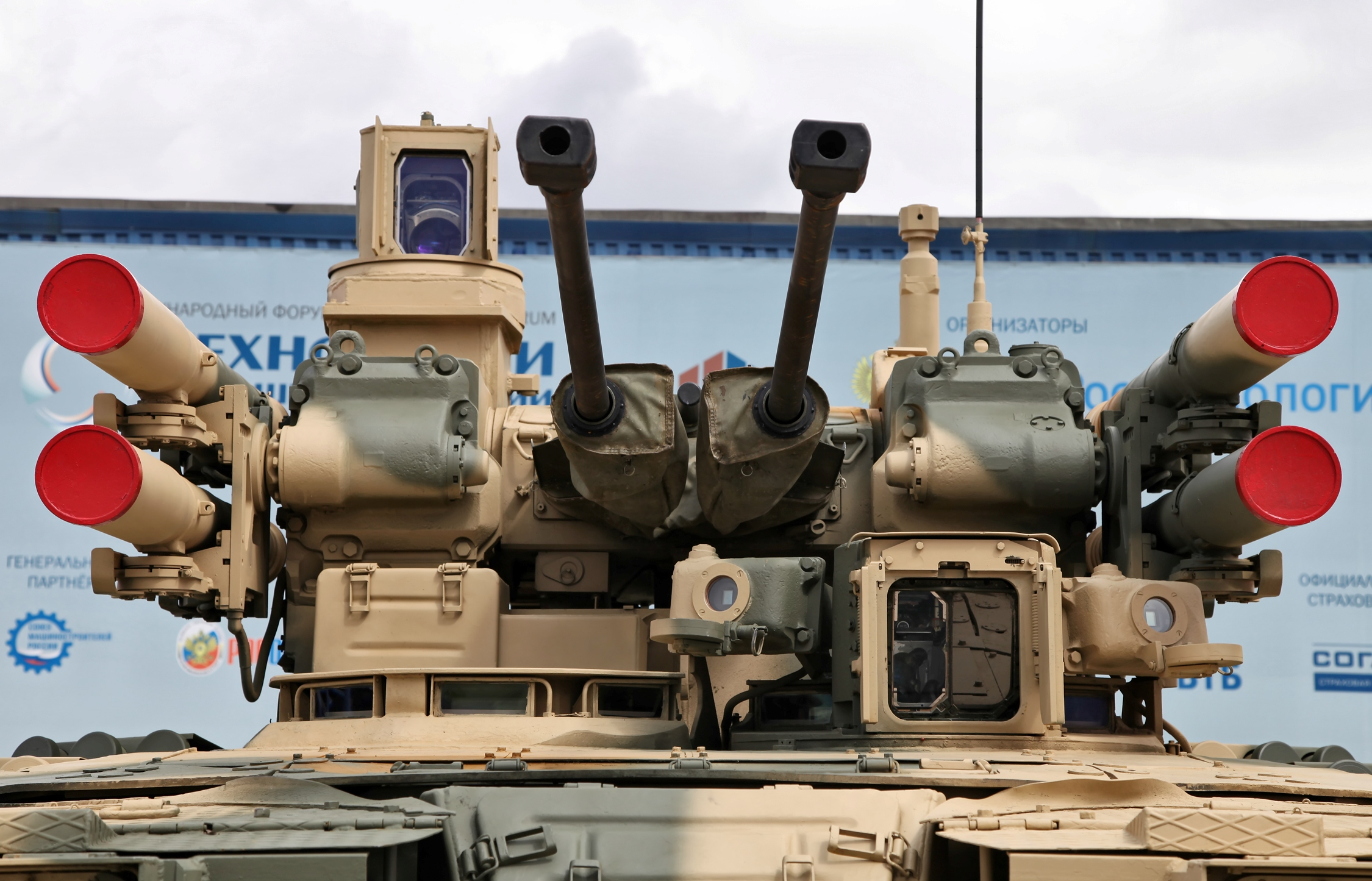
BMPT「終結者」坦克支援戰車以上的主要武器包括4枚、安裝在兩邊的「衝鋒-T」。
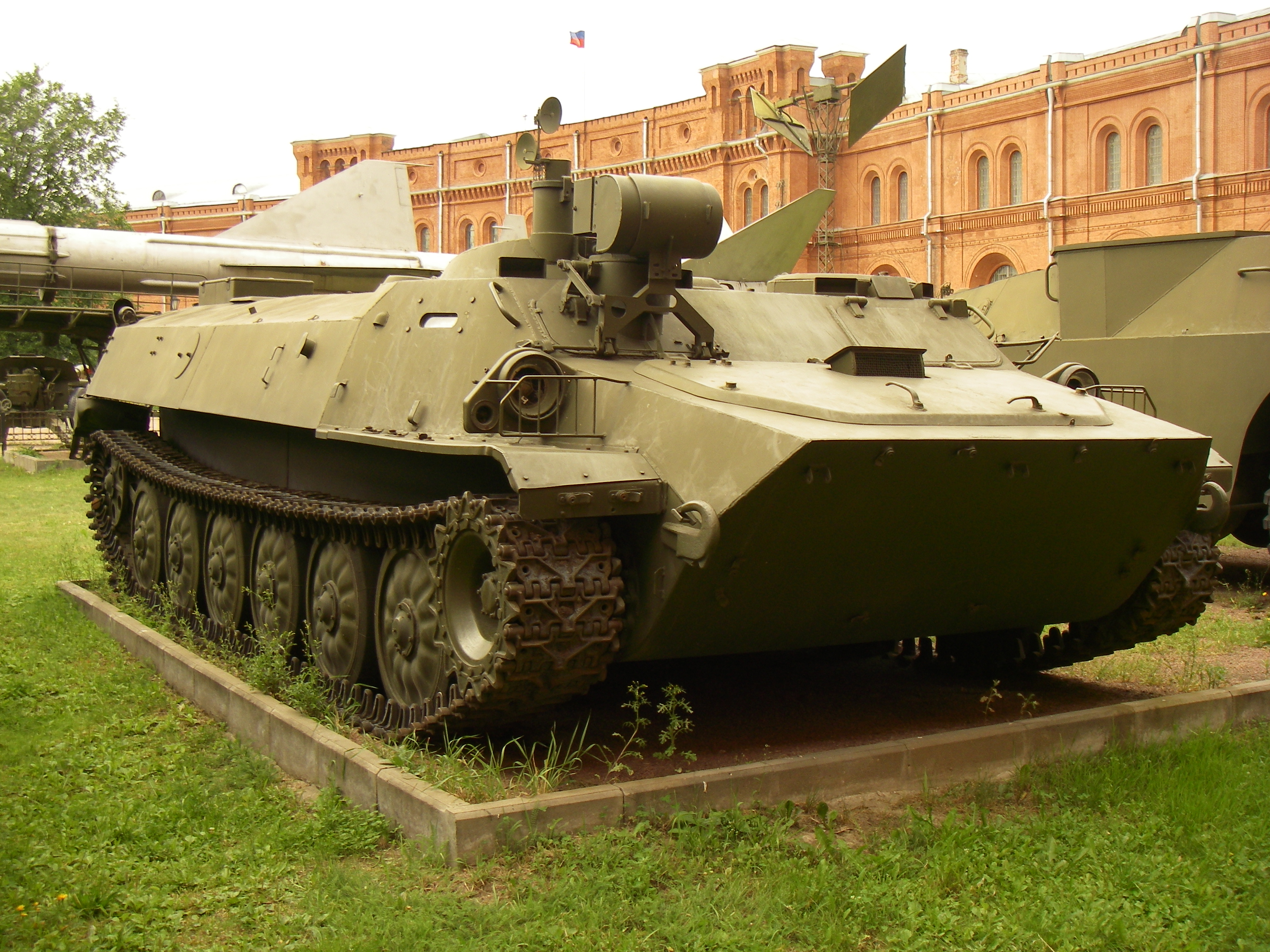
聖彼得堡砲兵、工程師和信號兵團博物館內展出的9P149「風暴-S」驅逐戰車，亦可攜帶12枚「衝鋒」。
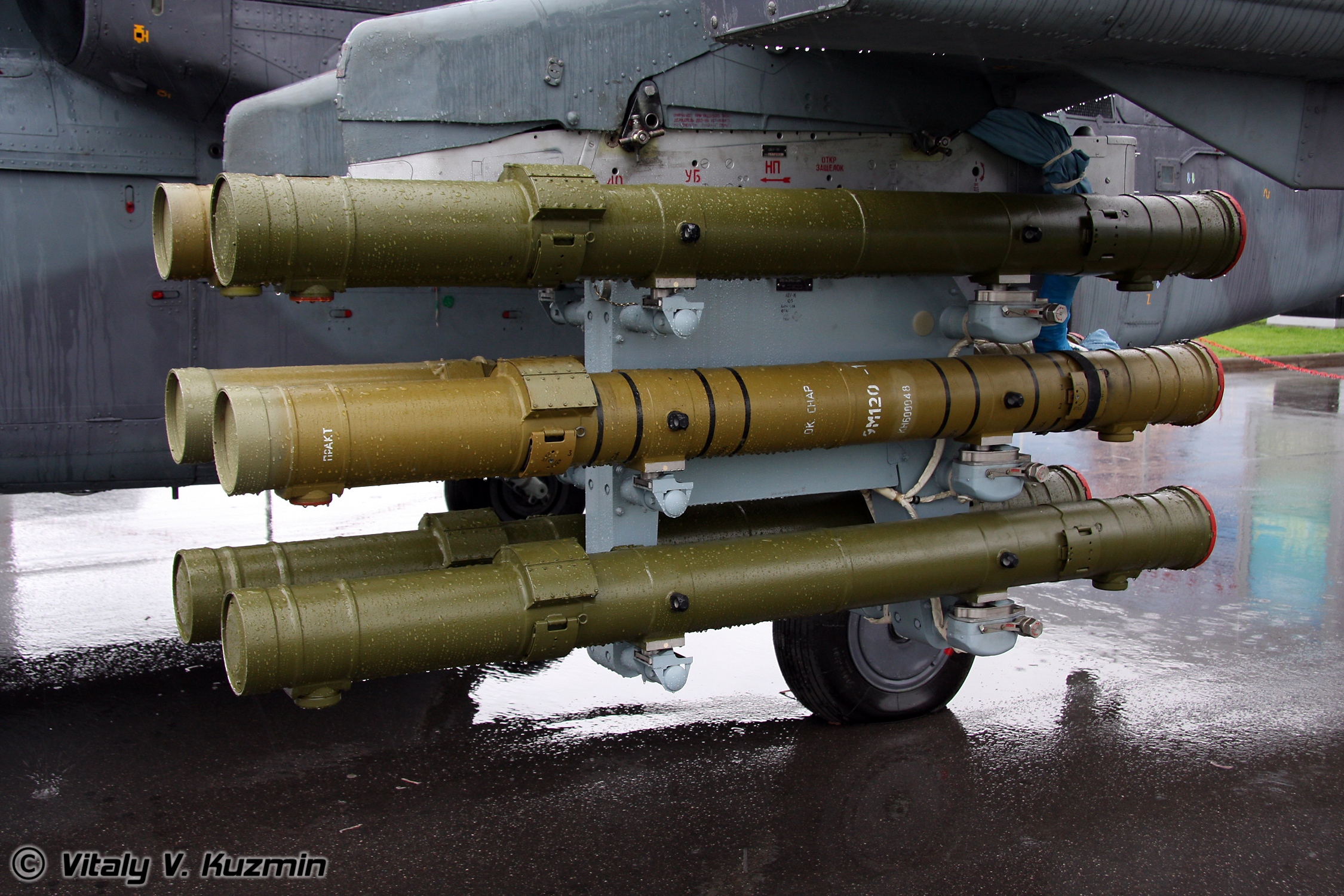
卡-52「鱷魚」攻擊直升機執行反坦克任務時，以六聯導彈發射管攜帶12枚「衝鋒」。
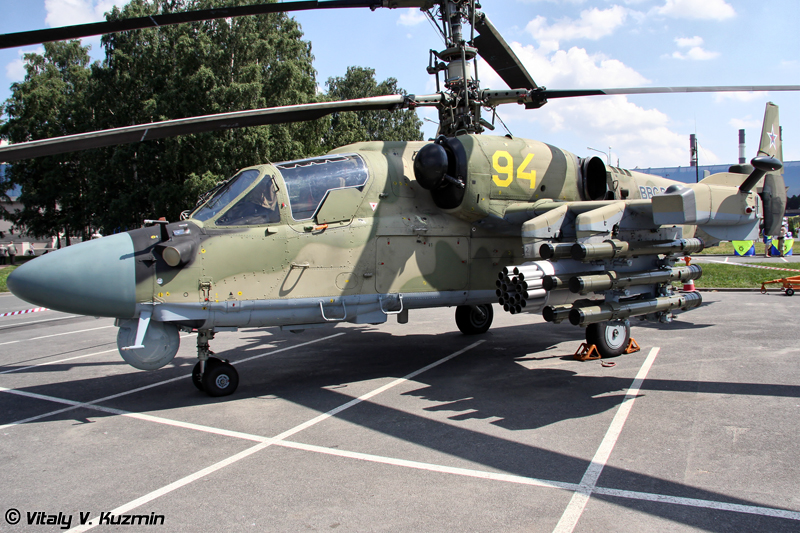
卡-52「鱷魚」攻擊直升機掛載架的複合掛載，除六聯「衝鋒」導彈發射管還有B-8V20火箭筴艙。
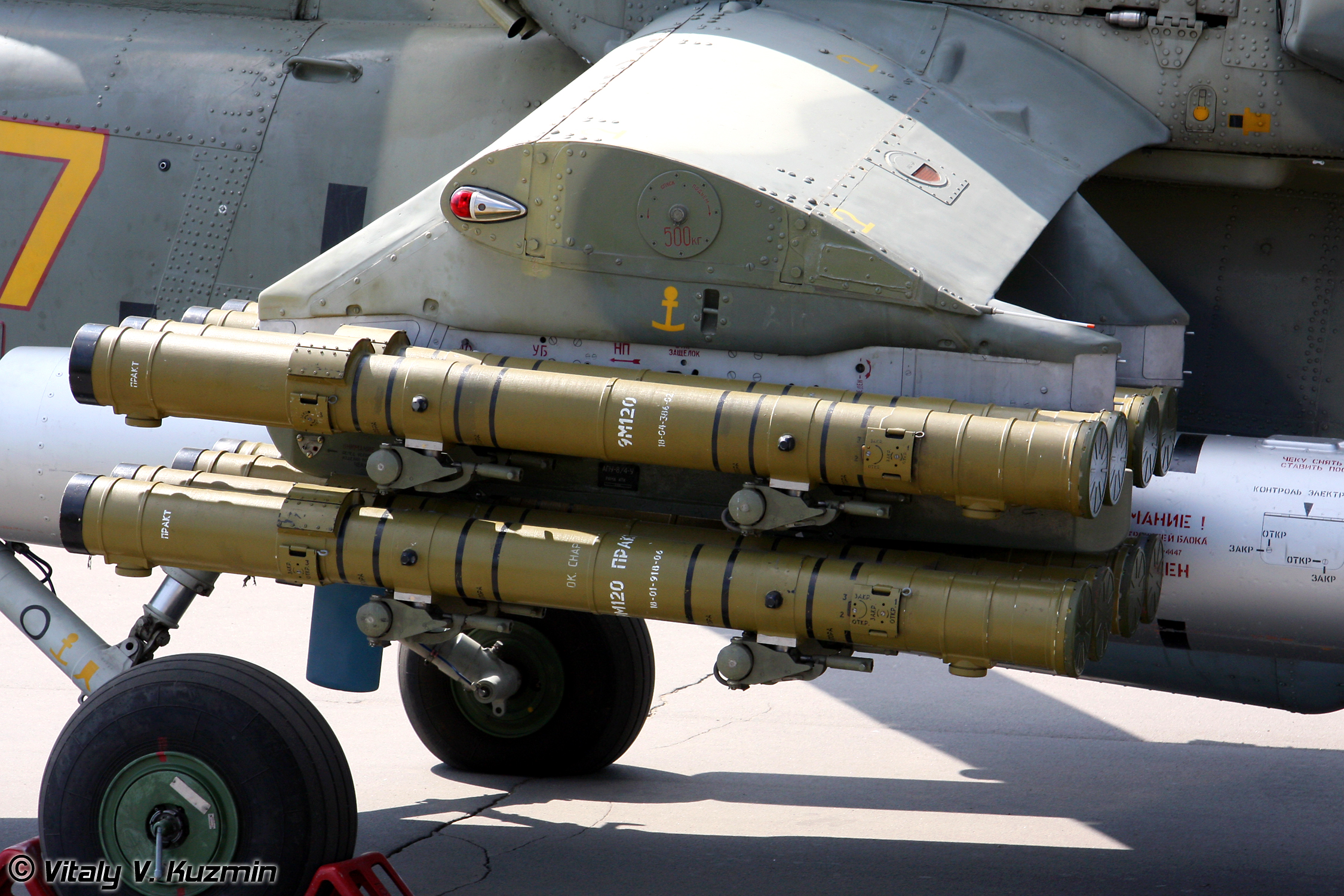
米-28「浩劫」攻擊直升機執行反坦克任務時，以八聯導彈發射管攜帶16枚「衝鋒」。
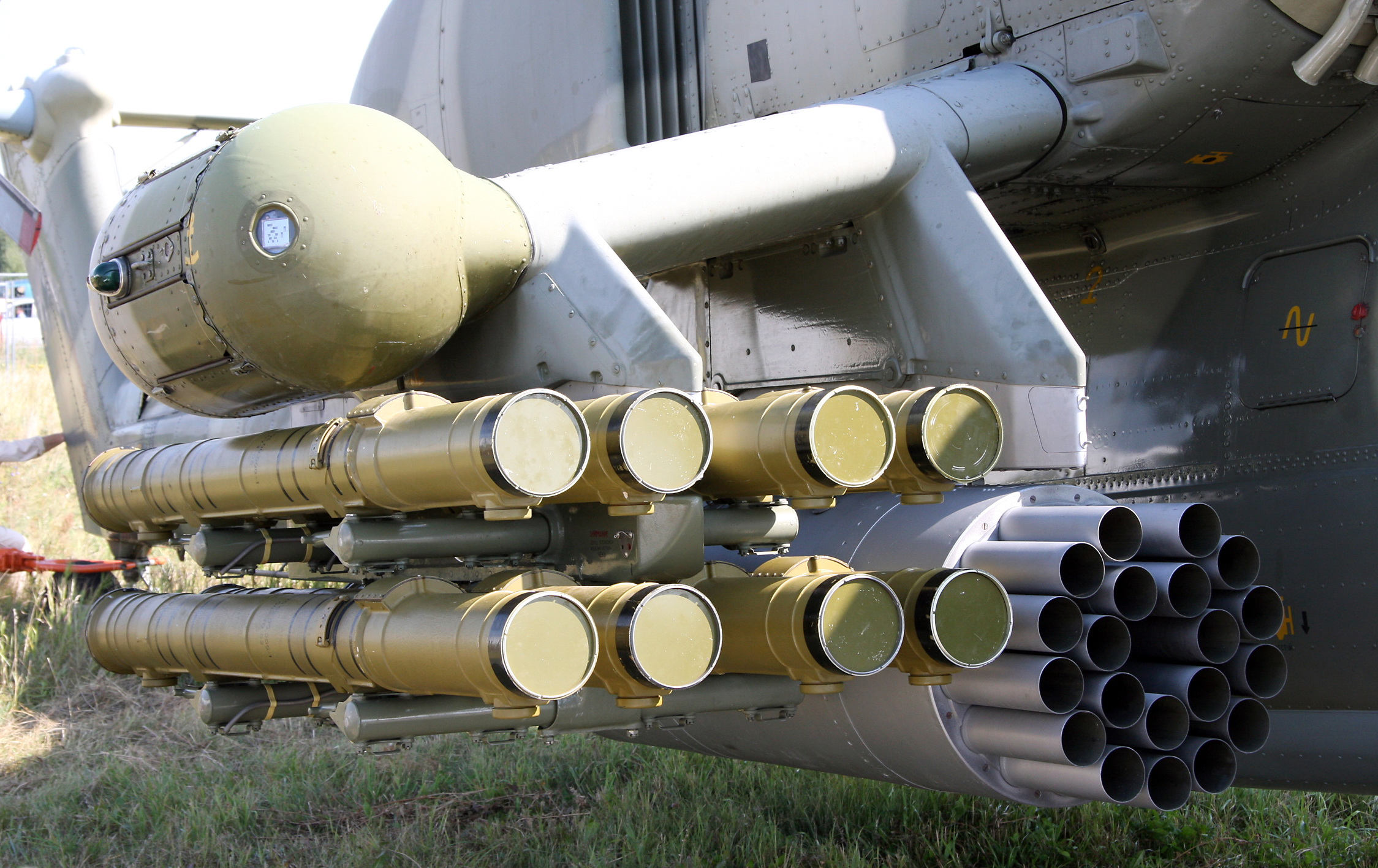
米-28「浩劫」攻擊直升機掛載架的複合掛載選項，除八聯「衝鋒」導彈發射管還有B-8V20火箭筴艙。
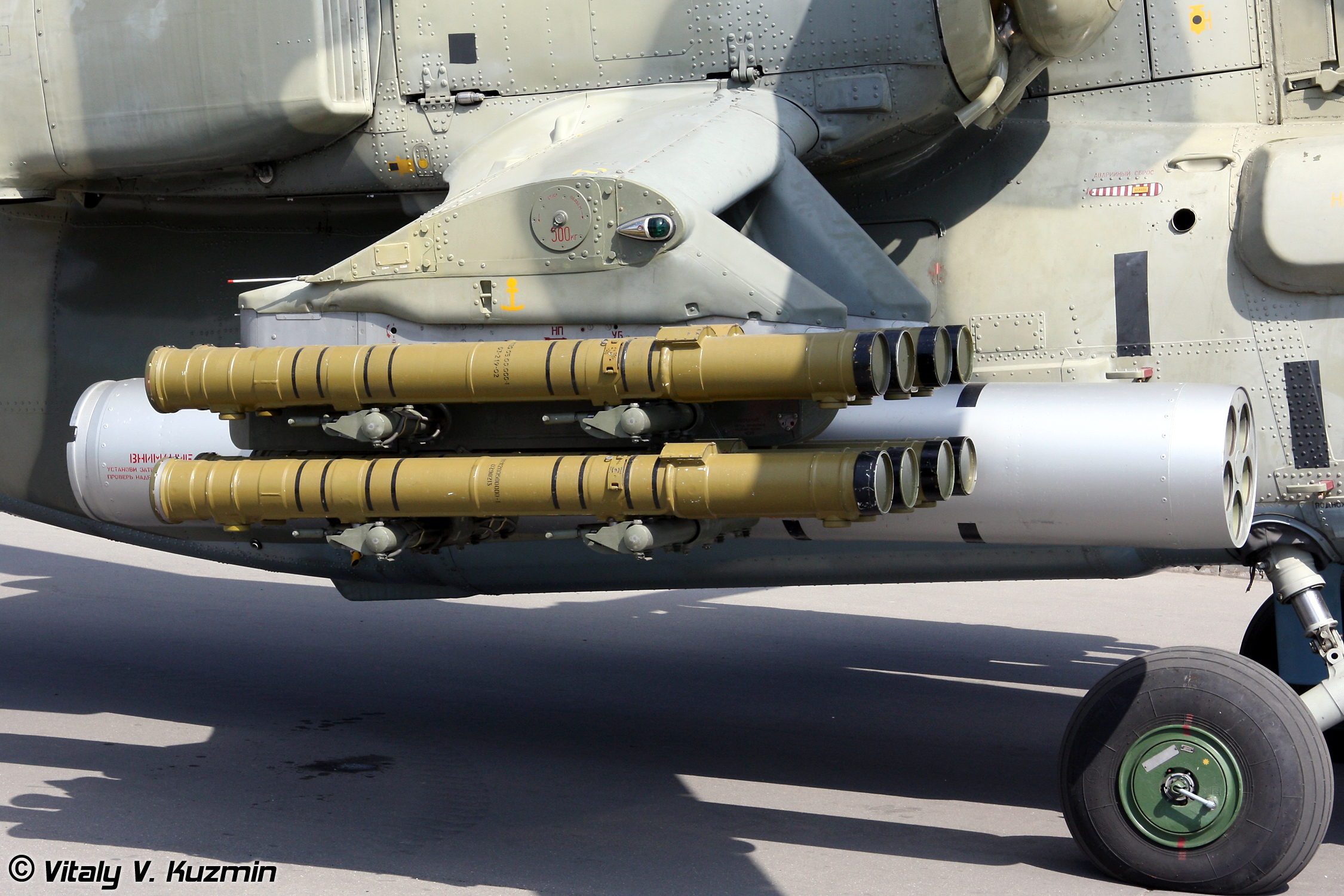
米-28「浩劫」攻擊直升機掛載架的另一複合掛載選項，除八聯「衝鋒」導彈發射管還有B-13L1火箭筴艙。

## 資料來源
1. 1 2  . KBM Design Bureau of Machine Building.   [18 July 2014]. （原始内容存档于2018-07-29） （俄语）.
2. 1 2 3  . Open Joint Stock Company V.A. Degtyarev Plant.   [18 July 2014]. （原始内容存档于2014-08-03）.
3. 1 2 3 4  . airwar.ru.   [18 July 2014]. （原始内容存档于2016-11-21） （俄语）.
4. ↑  .   [2006-06-30]. （原始内容存档于2006-10-17）. [來源可靠？]
5. ↑  （俄文） Artillery （页面存档备份，存于）
6. 1 2 3 4  . Stockholm International Peace Research Institute.   [18 July 2014]. （原始内容存档于2010-04-14）.
7. ↑  Hull, A.W.; Markov, D.R.; Zaloga, S.J. . Darlington Production. 1999. ISBN 1-892848-01-5.
8. ↑  .   [2024-11-15]. （原始内容存档于2018-09-01）.
9. ↑  .   [2024-11-15]. （原始内容存档于2018-11-06）.
10. ↑  .   [2024-11-15]. （原始内容存档于2019-04-07）.
11. ↑  .   [2018-03-01]. （原始内容存档于2017-12-13）.
12. ↑  .   [2018-03-01]. （原始内容存档于2016-03-03）.
13. ↑  Old missiles not so old after all[永久]—RT电视台，2011年10月12日。[]
14. ↑  .   [2018-03-01]. （原始内容存档于2018-02-26）.
15. ↑  . UralVagonZavod.   [5 July 2014]. （原始内容存档于2014年6月25日） （俄语）.

## 外部連結
- （英文）—YouTube上的SHTURM-ATAKA Russian ATGM! (English subtitles)
- （英文）—YouTube上的ПТУР «Атака». Эксклюзивные кадры стрельбы (The antitank guided missile Ataka)
- （英文）—Vikhr (AT-9) Anti-Tank Guided Missile（页面存档备份，存于）
- （英文）—Weaponsystems.net—9K120 Ataka（页面存档备份，存于）